# Le Plessis-Grammoire
Pour les articles homonymes, voir Le Plessis.
Le Plessis-Grammoire est une commune française située dans le département de Maine-et-Loire, en région Pays de la Loire.

## Géographie

### Localisation
Située à 10 km au nord-est du centre d'Angers, la commune du Plessis-Grammoire couvre 914 hectares.
À cheval sur trois régions géologiques, le Bassin parisien, le Massif armoricain et la Vallée d'Anjou, elle offre un terroir très varié qui explique la diversité des ressources agricoles : arboriculture, maraîchage, céréales, prairies d'élevage...
Située entre 28 et 42 mètres d'altitude, son territoire présente un relief avec des dénivelés peu marqués, d'une dizaine de mètres au maximum, pour certains à peine perceptibles à l'œil nu.
Les lignes de partage des eaux qui découpent le territoire de la commune en trois bassins versants dirigent les eaux vers l'Authion, le Loir et la Sarthe.
La RD 116 assure une liaison directe à la rocade Est d'Angers (autoroute A87 Nord). Le centre de la ville se trouve à moins de 10 minutes du Plessis-Grammoire. Cette commune fait partie d'Angers Loire Métropole.
Ainsi la commune se développe depuis quelques années, avec l'arrivée de nouveaux habitants et de nouvelles entreprises.

### Climat
Pour des articles plus généraux, voir Climat des Pays de la Loire et Climat de Maine-et-Loire.
En 2010, le climat de la commune est de type climat océanique altéré, selon une étude du CNRS s'appuyant sur une série de données couvrant la période 1971-2000. En 2020, Météo-France publie une typologie des climats de la France métropolitaine dans laquelle la commune est exposée à un climat océanique et est dans la région climatique Moyenne vallée de la Loire, caractérisée par une bonne insolation (1 850 h/an) et un été peu pluvieux.
Pour la période 1971-2000, la température annuelle moyenne est de 11,6 °C, avec une amplitude thermique annuelle de 14,2 °C. Le cumul annuel moyen de précipitations est de 640 mm, avec 11,3 jours de précipitations en janvier et 5,6 jours en juillet. Pour la période 1991-2020, la température moyenne annuelle observée sur la station météorologique de Météo-France la plus proche, « Blaison-Gohier », sur la commune de Blaison-Saint-Sulpice à 12 km à vol d'oiseau, est de 12,8 °C et le cumul annuel moyen de précipitations est de 672,7 mm,. Pour l'avenir, les paramètres climatiques de la commune estimés pour 2050 selon différents scénarios d'émission de gaz à effet de serre sont consultables sur un site dédié publié par Météo-France en novembre 2022.

## Urbanisme

### Typologie
Au 1er janvier 2024, Le Plessis-Grammoire est catégorisée bourg rural, selon la nouvelle grille communale de densité à sept niveaux définie par l'Insee en 2022.
Elle appartient à l'unité urbaine de Loire-Authion, une agglomération intra-départementale regroupant cinq  communes, dont elle est une commune de la banlieue,,. Par ailleurs la commune fait partie de l'aire d'attraction d'Angers, dont elle est une commune de la couronne,. Cette aire, qui regroupe 81 communes, est catégorisée dans les aires de 200 000 à moins de 700 000 habitants,.

### Occupation des sols
L'occupation des sols de la commune, telle qu'elle ressort de la base de données européenne d’occupation biophysique des sols Corine Land Cover (CLC), est marquée par l'importance des territoires agricoles (86,7 % en 2018), en diminution par rapport à 1990 (89,6 %). La répartition détaillée en 2018 est la suivante : 
terres arables (34,2 %), zones agricoles hétérogènes (34,1 %), zones urbanisées (12,1 %), prairies (10,1 %), cultures permanentes (8,3 %), forêts (1,2 %). L'évolution de l’occupation des sols de la commune et de ses infrastructures peut être observée sur les différentes représentations cartographiques du territoire : la carte de Cassini (XVIIIe siècle), la carte d'état-major (1820-1866) et les cartes ou photos aériennes de l'IGN pour la période actuelle (1950 à aujourd'hui).

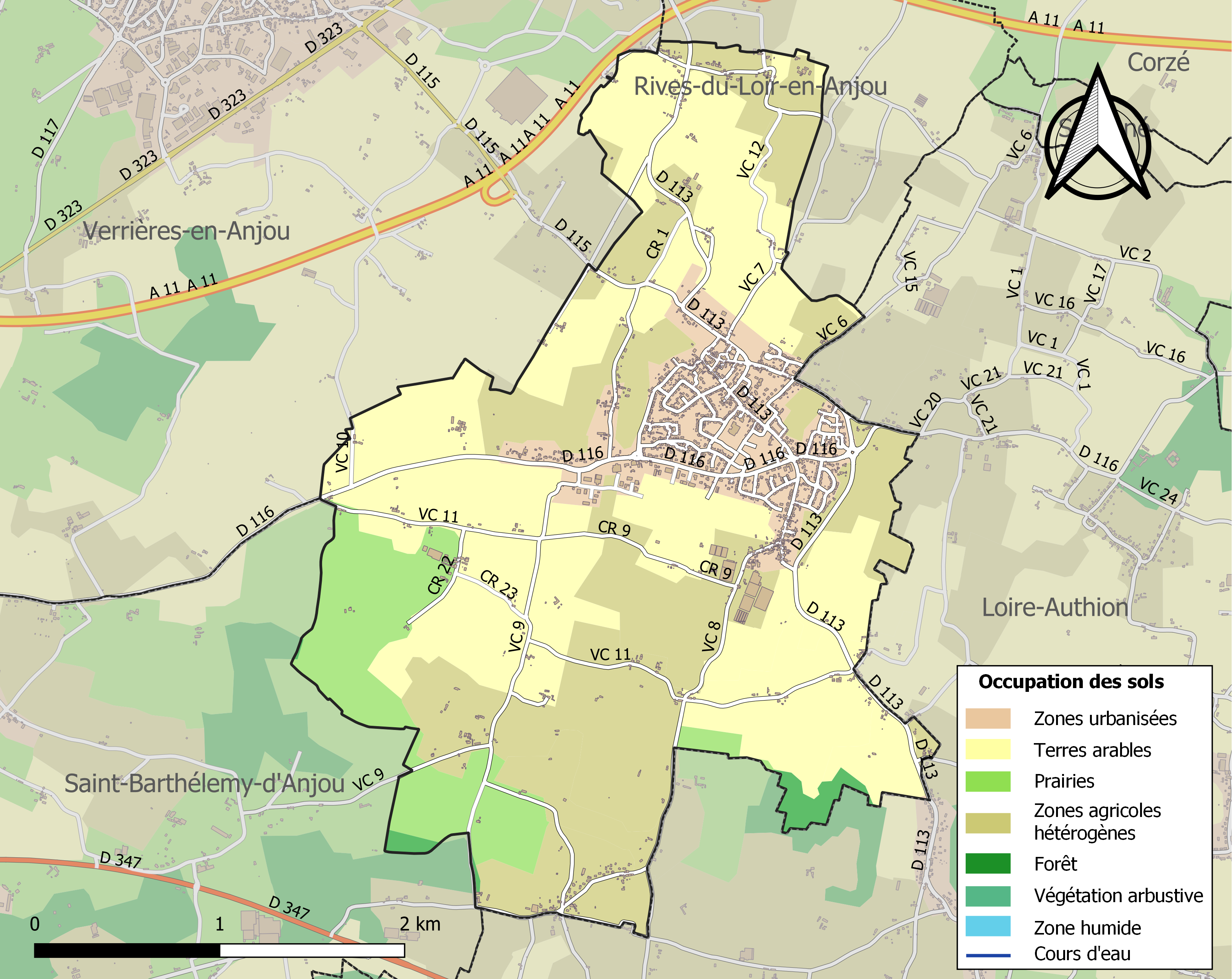
Carte des infrastructures et de l'occupation des sols de la commune en 2018 (CLC).

## Toponymie
Le Plessis-Grammoire tient son nom du « plessis », mot d'ancien français qui désigne un lieu fortifié entouré d'une haie de branchages entrelacés, et de « grammairien », un professeur d'école épiscopale du Moyen Âge. En 1109 en effet, le comte d'Anjou Foulques Réchin donne par charte le Plessis au grammairien de l'école d'Angers. Il faut donc considérer, littéralement, le Plessis-Grammoire comme le « plessis du grammairien »,.
Ses habitants sont appelés les Plessiais,,,. Certains disent aussi les Grammoiriens.

## Histoire

### Les origines
Généralités historiques : Le Plessis-Grammoire est mentionné au XIIe siècle (Plaissicium Grammatici),.
Avant la Révolution de 1789, il existe deux paroisses sur le territoire : Le Plessis Grammoyre et Foudon. Elles constituent alors des entités administratives indépendantes l'une de l'autre, avec leur propre bourg et leur église. À la Révolution, en 1791, elles fusionnent en une seule commune.

### Les bourgs
Elle comporte deux centres anciens, Plessis et Foudon, distants d'un kilomètre. Entre les deux, un habitat dispersé récent, échelonné très irrégulièrement le long de la RD 113.

## Politique et administration

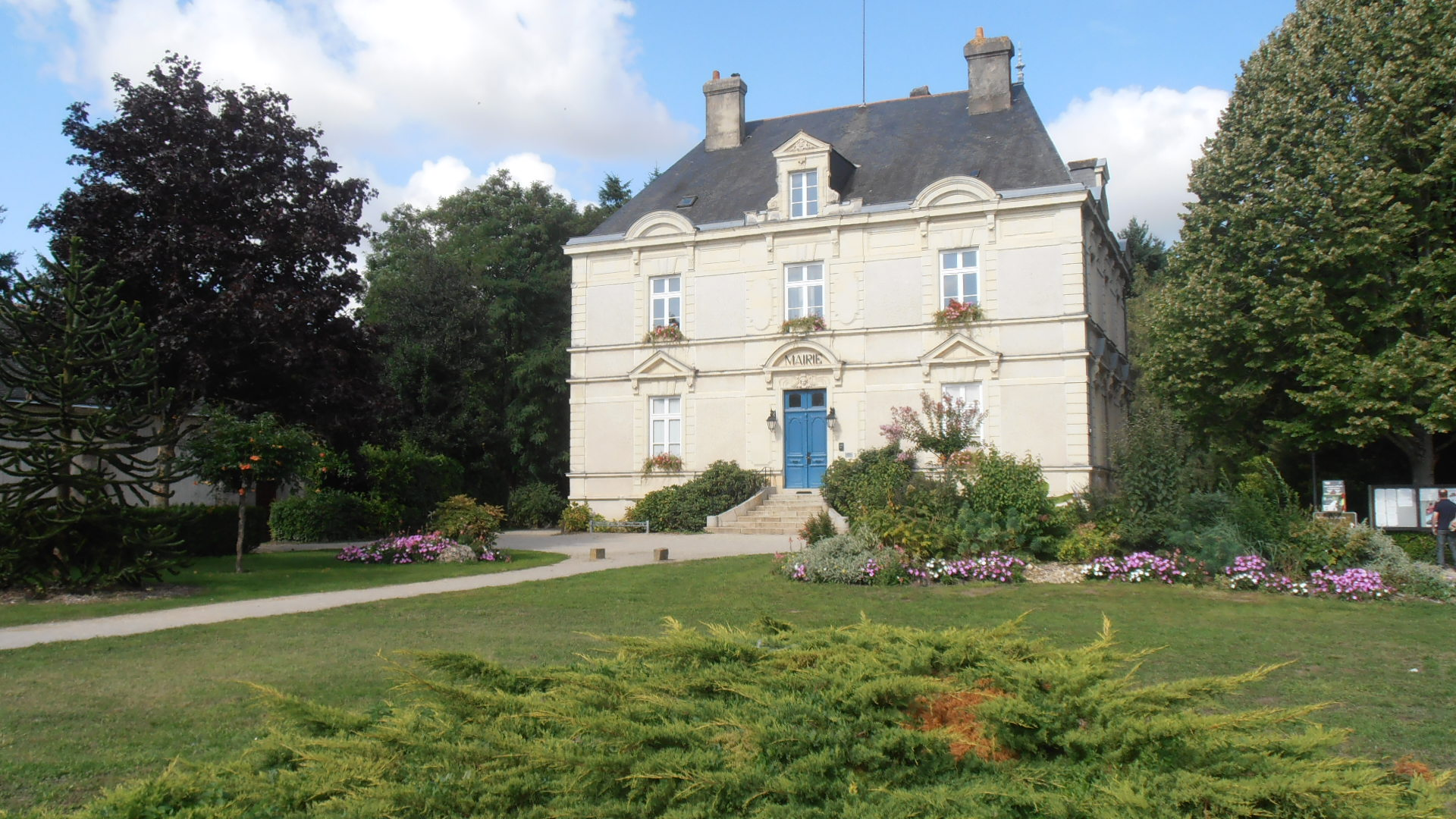
La mairie.

### Administration municipale
| Période                                  | Période                   | Identité              | Étiquette | Qualité                                 |
| ---------------------------------------- | ------------------------- | --------------------- | --------- | --------------------------------------- |
| 1792                                     |                           | René Lelièvre         |           | Ancien fermier de la cour Saint-Maurice |
| an III                                   |                           | Pierre Ribourg        |           |                                         |
| an IX                                    | 4 janvier 1816            | René Lelièvre         |           |                                         |
| 8 janvier 1816                           |                           | Benoît Legrand        |           |                                         |
| 14 janvier 1826                          |                           | Prosper Hervé         |           |                                         |
| 1831                                     |                           | Blanchet              |           |                                         |
| 20 août 1834                             |                           | Baillergeau           |           |                                         |
| 1840                                     |                           | Pierre Launay         |           |                                         |
| 12 janvier 1847                          |                           | Eloy Lemanceau        |           |                                         |
| 1867                                     |                           | Alexandre Villardy    |           |                                         |
| 1881                                     |                           | Jules Launay          |           |                                         |
| 1919                                     |                           | Louis Breton          |           |                                         |
| 1929                                     |                           | Henri Leroyer         |           |                                         |
| 1949                                     |                           | Joseph Lemesle        |           |                                         |
| mai 1953                                 |                           | Ovide Guillermin      |           |                                         |
| mars 1965                                | mars 1971                 | Michel Passignat      |           |                                         |
| mars 1971                                | mars 1989                 | Jean Noblet           |           | Agent de service contentieux à la Caval |
| mars 1989                                | juin 1995                 | Louis Soret           |           |                                         |
| juin 1995                                | mars 2001                 | Pierre Doré           |           | Ingénieur retraité                      |
| mars 2001                                | mars 2014                 | Christian Couvercelle | DVG       | Artisan maquettiste, ancien adjoint     |
| mars 2014                                | En cours (au 26 mai 2020) | Philippe Abellard,    | SE        | Contrôleur de gestion                   |
| Les données manquantes sont à compléter. |                           |                       |           |                                         |

### Intercommunalité
La commune est intégrée à Angers Loire Métropole, elle-même membre du syndicat mixte Pôle Métropolitain Loire Angers.

## Population et société

### Démographie

#### Évolution démographique
L'évolution du nombre d'habitants est connue à travers les recensements de la population effectués dans la commune depuis 1793. Pour les communes de moins de 10 000 habitants, une enquête de recensement portant sur toute la population est réalisée tous les cinq ans, les populations de référence des années intermédiaires étant quant à elles estimées par interpolation ou extrapolation. Pour la commune, le premier recensement exhaustif entrant dans le cadre du nouveau dispositif a été réalisé en 2006.

En 2022, la commune comptait 2 649 habitants, en évolution de +13,89 % par rapport à 2016 (Maine-et-Loire : +2,12 %, France hors Mayotte : +2,11 %).
| 1793 | 1800  | 1806  | 1821  | 1831  | 1836  | 1841  | 1846  | 1851  |
| ---- | ----- | ----- | ----- | ----- | ----- | ----- | ----- | ----- |
| 517  | 1 120 | 1 101 | 1 034 | 1 100 | 1 038 | 1 094 | 1 100 | 1 034 |

| 1856 | 1861 | 1866 | 1872 | 1876 | 1881 | 1886 | 1891 | 1896 |
| ---- | ---- | ---- | ---- | ---- | ---- | ---- | ---- | ---- |
| 922  | 945  | 898  | 908  | 916  | 881  | 840  | 839  | 799  |

| 1901 | 1906 | 1911 | 1921 | 1926 | 1931 | 1936 | 1946 | 1954 |
| ---- | ---- | ---- | ---- | ---- | ---- | ---- | ---- | ---- |
| 777  | 796  | 774  | 691  | 733  | 741  | 728  | 711  | 790  |

| 1962 | 1968 | 1975  | 1982  | 1990  | 1999  | 2006  | 2011  | 2016  |
| ---- | ---- | ----- | ----- | ----- | ----- | ----- | ----- | ----- |
| 790  | 780  | 1 157 | 1 545 | 1 718 | 2 013 | 2 142 | 2 293 | 2 326 |

| 2021  | 2022  | - | - | - | - | - | - | - |
| ----- | ----- | - | - | - | - | - | - | - |
| 2 622 | 2 649 | - | - | - | - | - | - | - |

#### Pyramide des âges
La population de la commune est relativement jeune.
En 2018, le taux de personnes d'un âge inférieur à 30 ans s'élève à 35,6 %, soit en dessous de la moyenne départementale (37,2 %). À l'inverse, le taux de personnes d'âge supérieur à 60 ans est de 23,6 % la même année, alors qu'il est de 25,6 % au niveau départemental.
En 2018, la commune compte 1 211 hommes pour 1 239 femmes, soit un taux de 50,57 % de femmes, légèrement inférieur au taux départemental (51,37 %).
Les pyramides des âges de la commune et du département s'établissent comme suit.
| Hommes | Classe d’âge | Femmes |
| ------ | ------------ | ------ |
| 0,0    | 90 ou +      | 0,8    |
| 6,4    | 75-89 ans    | 6,8    |
| 16,3   | 60-74 ans    | 16,9   |
| 25,4   | 45-59 ans    | 24,3   |
| 15,0   | 30-44 ans    | 16,7   |
| 16,3   | 15-29 ans    | 15,8   |
| 20,6   | 0-14 ans     | 18,7   |

| Hommes | Classe d’âge | Femmes |
| ------ | ------------ | ------ |
| 0,9    | 90 ou +      | 2,1    |
| 7      | 75-89 ans    | 9,5    |
| 16,2   | 60-74 ans    | 16,9   |
| 19,4   | 45-59 ans    | 18,7   |
| 18,2   | 30-44 ans    | 17,5   |
| 18,8   | 15-29 ans    | 17,6   |
| 19,5   | 0-14 ans     | 17,6   |

## Économie
Sur 133 établissements présents sur la commune à fin 2010, 11 % relèvent du secteur de l'agriculture (pour une moyenne de 17 % sur le département), 11 % du secteur de l'industrie, 13 % du secteur de la construction, 48 % de celui du commerce et des services et 17 % du secteur de l'administration et de la santé. Cinq ans plus tard, en 2015, sur les 174 établissements présents, 5 % relèvent du secteur de l'agriculture (pour une moyenne de 11 % sur le département), 9 % du secteur de l'industrie, 14 % de celui de la construction, 58 % du secteur du commerce et des services et 14 % de celui de l'administration et de la santé.

## Culture locale et patrimoine

### Lieux et monuments
- Château de la Berthière (XVIIe siècle)[33].
- Église Saint-Jacques (XIIe-XIVe s.)[34].
- Manoir du Grand-Loiron[35].

Différentes vues de l'églises.
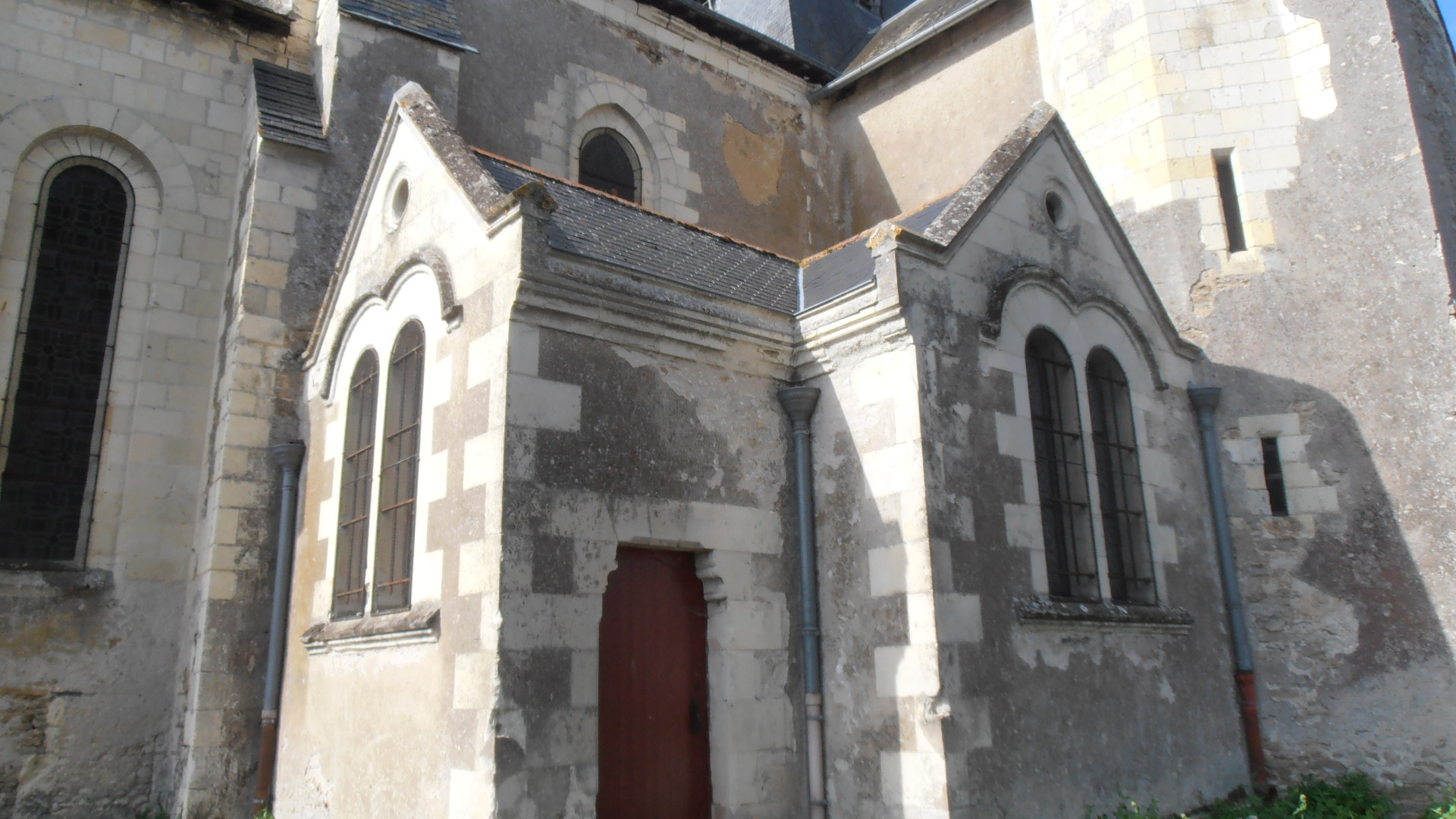
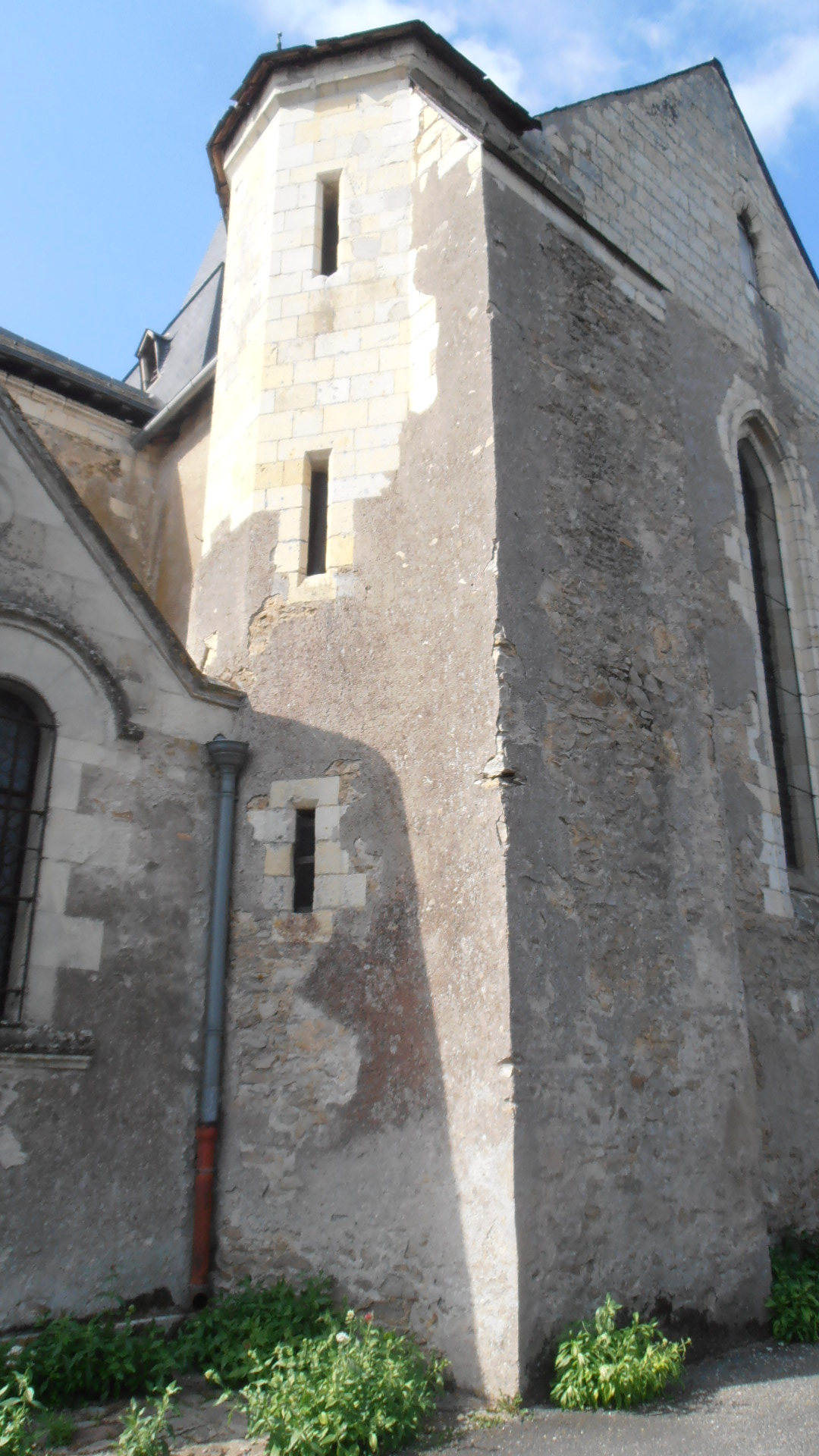
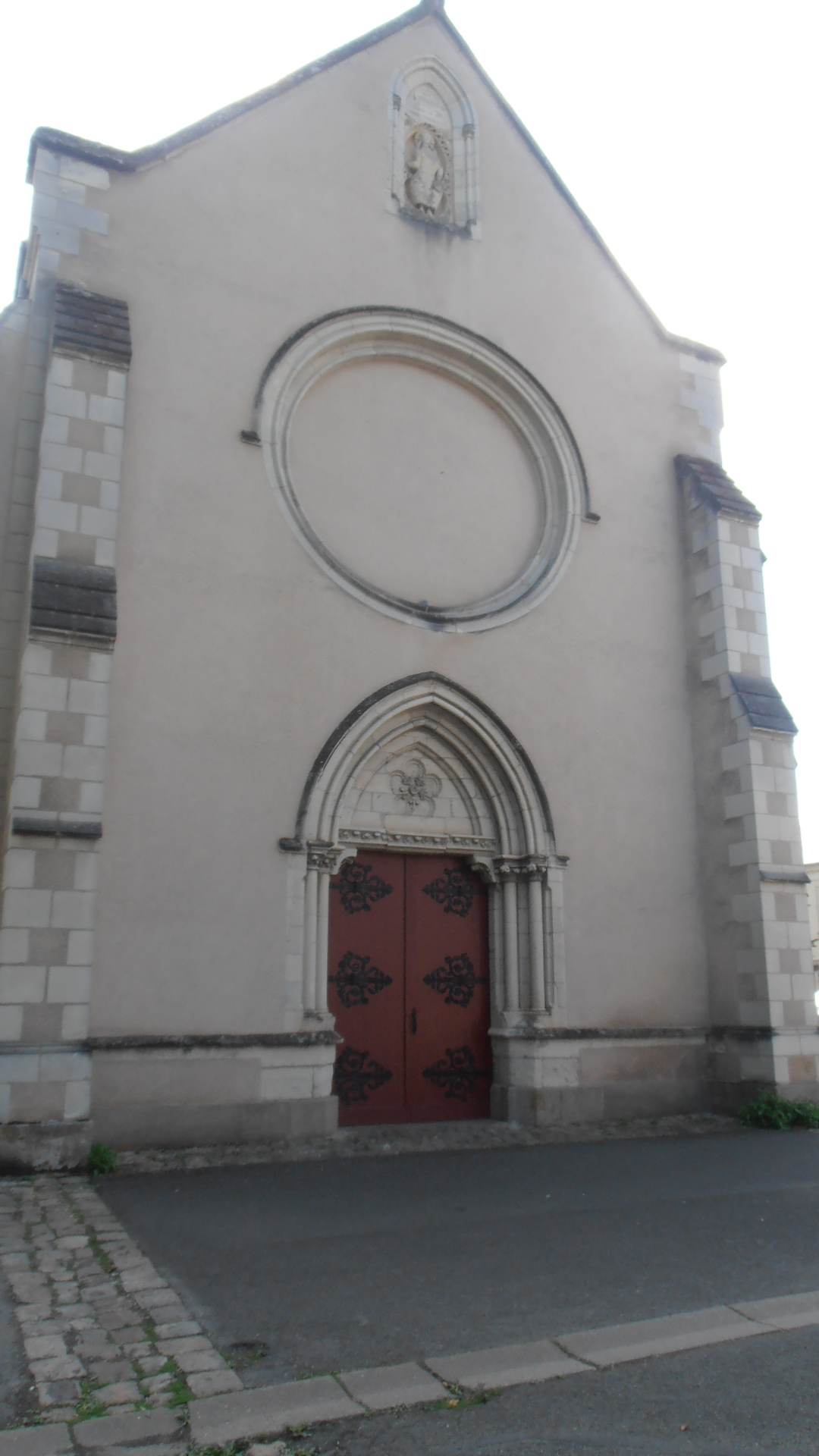
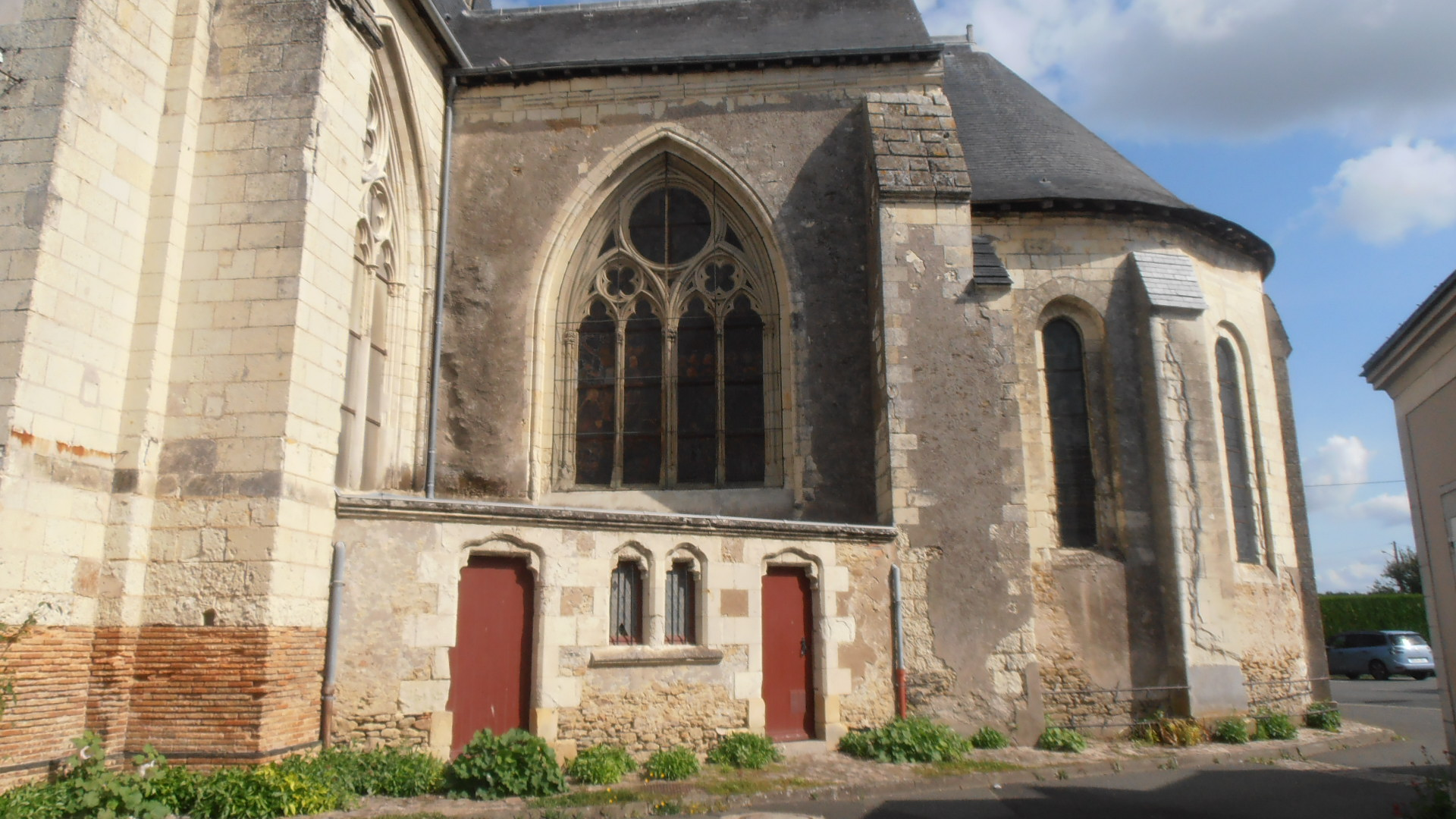